# ان‌جی‌سی ۵۹۴۹
ان‌جی‌سی ۵۹۴۹ (انگلیسی: NGC 5949) یک کهکشان مارپیچی کوتوله است که در فاصله ۴۴ میلیون سال نوری از ما در صورت فلکی اژدها جای دارد. کهکشان NGC 5949 در سال ۱۸۰۱ توسط ویلیام هرشل کشف شد.